# 小行星1674
小行星1674（1674 Groeneveld）是一颗围绕太阳公转的小行星。1938年2月7日，卡爾·威廉·萊茵姆特在海德堡发现了此天体。
該小行星以荷蘭天文學家英格麗德·范豪滕-赫魯內費爾德命名。
这颗小行星的绝对星等为359.8211249181182等。